# Journey to Love
Albums de Stanley Clarke
Stanley Clarke
(1974) School Days
(1976)
Journey to Love est le troisième album du bassiste et contrebassiste de jazz fusion américain Stanley Clarke.
Enregistré à l'Electric Lady Studio à New York et mixé au Scorpio Studio à Londres, il est paru en 1975 sous le label Nemperor, un label de Warner, et fut distribué par Atlantic Recording Corporation.

## Titres

### Face 1
1. Silly Putty - 4:52
2. Journey to Love - 4:52
3. Hello Jeff - 5:16
4. Song to John (Part I) (dedicated to John Coltrane) - 4:22

### Face 2
1. Song to John (Part II) - 6:09
2. Concerto for Jazz-Rock Orchestra - 14:25

## Musiciens
sur Hello Jeff
- Stanley Clarke : basse électrique, orgue
- Jeff Beck : guitare électrique
- Lenny White : batterie

sur Song to John
- Stanley Clarke : contrebasse
- Chick Corea : piano acoustique
- Mahavishnu John McLaughlin : guitare acoustique

sur les autres morceaux
- Stanley Clarke : basse électrique Alembic, contrebasse, carillon tubulaire, orgue, gong, chant
- George Duke : Minimoog, ARP Odyssey, orgue, ARP String Ensemble, Clavinet, piano acoustique, piano électrique, chant
- Steve Gadd : batterie, percussions
- David Sancious : guitare électrique, guitare 12 cordes
- Jeff Beck : solo de guitare sur Journey to Love